# Løveaber
Løveaber (Leontopithecus), også kaldet løvetamariner, er en slægt af egernaber. Den omfatter fire arter, der lever i det sydøstlige Brasilien.

## Beskrivelse
Løveaber er de største blandt egernaberne, der bl.a. også omfatter silkeaber og tamariner. Kropslængden er 20 til 34 centimeter, dertil kommer den 30-40 cm lange hale. Vægten er cirka 500 - 600 gram. Den tætte, sikeagtige pels er alt efter arten farvet sort eller gylden, undertiden også broget. Navnet 'løveabe' skyldes håret omkring skuldrene, der er formet som en manke. Ansigtet er fladt og uden hår.

## Udbredelse
Løveaber lever udelukkende i det sydøstlige Brasilien. Udbredelsesområdet omfatter det sydlige Bahia, Rio de Janeiro, São Paulo og det nordlige Paraná. De findes i de atlantiske regnskove, især i det flade land nær kysten.

## Levevis
De lever i små grupper på oftest tre til syv dyr. Inden for en gruppe får altid kun et enkelt par unger, selv om der skulle findes flere kønsmodne dyr i gruppen. Efter en drægtighedsperiode på 120 til 130 dage føder hunnen oftest tvillinger. Hele gruppen tager del i pasningen af ungerne, men dog først og fremmest faren. Ungerne fravænnes efter tre måneder, og efter 18 til 24 måneder er de kønsmodne. På grund af det indbyrdes hierarki får de dog først selv unger på et senere tidspunkt.

## Arter
Arterne i slægten Leontopithecus:
- Gylden løveabe (gylden løvetamarin), Leontopithecus rosalia
- Gyldenhovedet løvetamarin, Leontopithecus chrysomelas
- Sort løveabe, Leontopithecus chrysopygus
- Sorthovedet løveabe, Leontopithecus caissara